# Campionato europeo femminile di pallavolo 2013
Il campionato europeo femminile di pallavolo 2013 si è svolto dal 6 al 14 settembre 2013 a Berlino, Dresda, Halle e Schwerin, in Germania, e a Zurigo, in Svizzera: al torneo hanno partecipato sedici squadre nazionali europee e la vittoria finale è andata per la quinta volta alla Russia.

## Qualificazioni
Al torneo hanno partecipato: le nazionali dei due paesi organizzatori, le prime cinque nazionali classificate al campionato europeo 2011 (in questo caso si è qualificata la sesta classificata in quanto la Germania, seconda nella precedente edizione, è già qualificata come paese organizzatore) e nove nazionali qualificate tramite il torneo di qualificazione.

## Impianti
|                                                                                |                                                                          |                                                                         |
|                                                                                |                                                                          |                                                                         |
| Max-Schmeling-Halle Città: Berlino Capienza: 11 900 Anno d'apertura: 1996      | EnergieVerbund Arena Città: Dresda Capienza: 6 000 Anno d'apertura: 2007 | Gerry Weber Stadion Città: Halle Capienza: 12 300 Anno d'apertura: 1993 |
|                                                                                |                                                                          |                                                                         |
| Sport- und Kongresshalle Città: Schwerin Capienza: 5 184 Anno d'apertura: 1962 | Hallenstadion Città: Zurigo Capienza: 13 000 Anno d'apertura: 1939       |                                                                         |

## Regolamento

### Formula
Le squadre hanno disputato una prima fase a gironi con formula del girone all'italiana; al termine della prima fase le prime tre classificate di ogni girone hanno acceduto alla fase finale, strutturata in ottavi di finale (a cui hanno partecipato le seconde e le terze classificate di ogni girone), quarti di finale, semifinali, finale per il terzo posto e finale.

### Criteri di classifica
Se il risultato finale è stato di 3-0 o 3-1 sono stati assegnati 3 punti alla squadra vincente e 0 a quella sconfitta, se il risultato finale è stato di 3-2 sono stati assegnati 2 punti alla squadra vincente e 1 a quella sconfitta.
L'ordine del posizionamento in classifica è stato definito in base a:
- Punti;
- Numero di partite vinte;
- Ratio dei set vinti/persi;
- Ratio dei punti realizzati/subiti;
- Risultati degli scontri diretti.

## Squadre partecipanti
| Squadra     | Qualificazione                            | Ultima partecipazione  |
| ----------- | ----------------------------------------- | ---------------------- |
| Azerbaigian | 1ª al torneo di qualificazione (girone C) | / Serbia e Italia 2011 |
| Belgio      | 1ª al torneo di qualificazione (girone E) | Polonia 2009           |
| Bielorussia | Spareggio al torneo di qualificazione     | Polonia 2009           |
| Bulgaria    | 1ª al torneo di qualificazione (girone F) | / Serbia e Italia 2011 |
| Croazia     | 1ª al torneo di qualificazione (girone D) | / Serbia e Italia 2011 |
| Francia     | Spareggio al torneo di qualificazione     | / Serbia e Italia 2011 |
| Germania    | Paese organizzatore                       | / Serbia e Italia 2011 |
| Italia      | 4ª al campionato europeo 2011             | / Serbia e Italia 2011 |
| Paesi Bassi | 1ª al torneo di qualificazione (girone B) | / Serbia e Italia 2011 |
| Polonia     | 5ª al campionato europeo 2011             | / Serbia e Italia 2011 |
| Rep. Ceca   | Spareggio al torneo di qualificazione     | / Serbia e Italia 2011 |
| Russia      | 6ª al campionato europeo 2011             | / Serbia e Italia 2011 |
| Serbia      | 1ª al campionato europeo 2011             | / Serbia e Italia 2011 |
| Spagna      | 1ª al torneo di qualificazione (girone A) | / Serbia e Italia 2011 |
| Svizzera    | Paese organizzatore                       | Italia 1971            |
| Turchia     | 3ª al campionato europeo 2011             | / Serbia e Italia 2011 |

## Torneo

### Fase a gironi
I gironi sono stati sorteggiati il 6 ottobre 2012 a Zurigo.
| Girone A    | Girone B | Girone C    | Girone D  |
| ----------- | -------- | ----------- | --------- |
| Germania    | Belgio   | Azerbaigian | Bulgaria  |
| Paesi Bassi | Francia  | Bielorussia | Polonia   |
| Spagna      | Italia   | Croazia     | Rep. Ceca |
| Turchia     | Svizzera | Russia      | Serbia    |

#### Girone A

##### Risultati
| 6 settembre 2013 Gerry Weber Stadion, Halle Durata: 1h:16 - Spettatori: 4 800 | Germania    | 3 - 0 | Spagna      | 25-15, 25-15, 25-17               |
| 6 settembre 2013 Gerry Weber Stadion, Halle Durata: 2h:01 - Spettatori: 4 800 | Paesi Bassi | 2 - 3 | Turchia     | 15-25, 16-25, 29-27, 26-24, 12-15 |
| 7 settembre 2013 Gerry Weber Stadion, Halle Durata: 2h:12 - Spettatori: 6 500 | Germania    | 3 - 2 | Paesi Bassi | 27-25, 20-25, 22-25, 25-23, 15-9  |
| 7 settembre 2013 Gerry Weber Stadion, Halle Durata: 1h:07 - Spettatori: 6 100 | Spagna      | 0 - 3 | Turchia     | 13-25, 19-25, 15-25               |
| 8 settembre 2013 Gerry Weber Stadion, Halle Durata: 1h:08 - Spettatori: 5 600 | Spagna      | 0 - 3 | Paesi Bassi | 16-25, 14-25, 18-25               |
| 8 settembre 2013 Gerry Weber Stadion, Halle Durata: 1h:25 - Spettatori: 6 900 | Turchia     | 0 - 3 | Germania    | 19-25, 23-25, 25-27               |

##### Classifica
| Pos. | Squadra     | Pt | G | V | P | SV | SP | Ratio | PF  | PS  | Ratio |
| ---- | ----------- | -- | - | - | - | -- | -- | ----- | --- | --- | ----- |
| 1.   | Germania    | 8  | 3 | 3 | 0 | 9  | 2  | 4,500 | 261 | 221 | 1,181 |
| 2.   | Turchia     | 5  | 3 | 2 | 1 | 6  | 5  | 1,200 | 258 | 222 | 1,162 |
| 3.   | Paesi Bassi | 5  | 3 | 1 | 2 | 7  | 6  | 1,167 | 280 | 273 | 1,026 |
| 4.   | Spagna      | 0  | 3 | 0 | 3 | 0  | 9  | 0,000 | 142 | 225 | 0,631 |

      Qualificata ai quarti di finale.
      Qualificata agli ottavi di finale.

#### Girone B

##### Risultati
| 6 settembre 2013 Hallenstadion, Zurigo Durata: 1h:04 - Spettatori: 3 500 | Italia   | 3 - 0 | Svizzera | 25-13, 25-11, 25-13              |
| 6 settembre 2013 Hallenstadion, Zurigo Durata: 1h:48 - Spettatori: 3 000 | Francia  | 1 - 3 | Belgio   | 25-22, 19-25, 17-25, 17-25       |
| 7 settembre 2013 Hallenstadion, Zurigo Durata: 1h:38 - Spettatori: 4 100 | Italia   | 3 - 1 | Francia  | 25-16, 25-15, 20-25, 25-16       |
| 7 settembre 2013 Hallenstadion, Zurigo Durata: 1h:23 - Spettatori: 5 500 | Svizzera | 0 - 3 | Belgio   | 21-25, 16-25, 23-25              |
| 8 settembre 2013 Hallenstadion, Zurigo Durata: 2h:08 - Spettatori: 4 800 | Francia  | 3 - 2 | Svizzera | 17-25, 25-17, 24-26, 25-17, 15-9 |
| 8 settembre 2013 Hallenstadion, Zurigo Durata: 1h:45 - Spettatori: 3 000 | Belgio   | 3 - 1 | Italia   | 22-25, 25-16, 26-24, 25-18       |

##### Classifica
| Pos. | Squadra  | Pt | G | V | P | SV | SP | Ratio | PF  | PS  | Ratio |
| ---- | -------- | -- | - | - | - | -- | -- | ----- | --- | --- | ----- |
| 1.   | Belgio   | 9  | 3 | 3 | 0 | 9  | 2  | 4,500 | 270 | 221 | 1,222 |
| 2.   | Italia   | 6  | 3 | 2 | 1 | 7  | 4  | 1,750 | 253 | 207 | 1,222 |
| 3.   | Francia  | 2  | 3 | 1 | 2 | 5  | 8  | 0,625 | 256 | 286 | 0,895 |
| 4.   | Svizzera | 1  | 3 | 0 | 3 | 2  | 9  | 0,222 | 191 | 256 | 0,746 |

      Qualificata ai quarti di finale.
      Qualificata agli ottavi di finale.

#### Girone C

##### Risultati
| 6 settembre 2013 EnergieVerbund Arena, Dresda Durata: 1h:16 - Spettatori: 1 250 | Azerbaigian | 0 - 3 | Croazia     | 15-25, 22-25, 21-25        |
| 6 settembre 2013 EnergieVerbund Arena, Dresda Durata: 1h:41 - Spettatori: 1 820 | Bielorussia | 1 - 3 | Russia      | 21-25, 25-22, 14-25, 14-25 |
| 7 settembre 2013 EnergieVerbund Arena, Dresda Durata: 1h:47 - Spettatori: 1 950 | Azerbaigian | 1 - 3 | Bielorussia | 23-25, 20-25, 25-17, 22-25 |
| 7 settembre 2013 EnergieVerbund Arena, Dresda Durata: 1h:47 - Spettatori: 2 350 | Croazia     | 1 - 3 | Russia      | 21-25, 24-26, 25-23, 22-25 |
| 8 settembre 2013 EnergieVerbund Arena, Dresda Durata: 1h:10 - Spettatori: 1 700 | Bielorussia | 0 - 3 | Croazia     | 19-25, 10-25, 19-25        |
| 8 settembre 2013 EnergieVerbund Arena, Dresda Durata: 1h:16 - Spettatori: 1 900 | Russia      | 3 - 0 | Azerbaigian | 25-16, 25-20, 28-26        |

##### Classifica
| Pos. | Squadra     | Pt | G | V | P | SV | SP | Ratio | PF  | PS  | Ratio |
| ---- | ----------- | -- | - | - | - | -- | -- | ----- | --- | --- | ----- |
| 1.   | Russia      | 9  | 3 | 3 | 0 | 9  | 2  | 4,500 | 274 | 228 | 1,202 |
| 2.   | Croazia     | 6  | 3 | 2 | 1 | 7  | 3  | 2,333 | 242 | 205 | 1,180 |
| 3.   | Bielorussia | 3  | 3 | 1 | 2 | 4  | 7  | 0,571 | 214 | 262 | 0,817 |
| 4.   | Azerbaigian | 0  | 3 | 0 | 3 | 1  | 9  | 0,111 | 210 | 245 | 0,857 |

      Qualificata ai quarti di finale.
      Qualificata agli ottavi di finale.

#### Girone D

##### Risultati
| 6 settembre 2013 Sport- und Kongresshalle, Schwerin Durata: 2h:14 - Spettatori: 1 211 | Serbia    | 2 - 3 | Bulgaria  | 25-23, 25-13, 22-25, 28-30, 13-15 |
| 6 settembre 2013 Sport- und Kongresshalle, Schwerin Durata: 2h:12 - Spettatori: 1 300 | Rep. Ceca | 3 - 2 | Polonia   | 24-26, 25-21, 25-21, 24-26, 15-12 |
| 7 settembre 2013 Sport- und Kongresshalle, Schwerin Durata: 1h:18 - Spettatori: 1 323 | Serbia    | 3 - 0 | Rep. Ceca | 25-21, 26-24, 25-23               |
| 7 settembre 2013 Sport- und Kongresshalle, Schwerin Durata: 1h:42 - Spettatori: 1 500 | Bulgaria  | 1 - 3 | Polonia   | 22-25, 25-18, 13-25, 18-25        |
| 8 settembre 2013 Sport- und Kongresshalle, Schwerin Durata: 2h:14 - Spettatori: 1 319 | Rep. Ceca | 3 - 2 | Bulgaria  | 14-25, 25-20, 29-31, 25-19, 15-11 |
| 8 settembre 2013 Sport- und Kongresshalle, Schwerin Durata: 1h:37 - Spettatori: 1 500 | Polonia   | 1 - 3 | Serbia    | 18-25, 18-25, 25-22, 21-25        |

##### Classifica
| Pos. | Squadra   | Pt | G | V | P | SV | SP | Ratio | PF  | PS  | Ratio |
| ---- | --------- | -- | - | - | - | -- | -- | ----- | --- | --- | ----- |
| 1.   | Serbia    | 7  | 3 | 2 | 1 | 8  | 4  | 2,000 | 286 | 256 | 1,117 |
| 2.   | Rep. Ceca | 4  | 3 | 2 | 1 | 6  | 7  | 0,857 | 289 | 288 | 1,003 |
| 3.   | Polonia   | 4  | 3 | 1 | 2 | 6  | 7  | 0,857 | 281 | 288 | 0,976 |
| 4.   | Bulgaria  | 3  | 3 | 1 | 2 | 6  | 8  | 0,750 | 290 | 314 | 0,924 |

      Qualificata ai quarti di finale.
      Qualificata agli ottavi di finale.

### Fase finale
|  | Ottavi di finale | Ottavi di finale | Ottavi di finale |  |  | Quarti di finale | Quarti di finale | Quarti di finale |  |    | Semifinali | Semifinali | Semifinali |    |                 | Finale          | Finale          | Finale |
|  |                  |                  |                  |  |  |                  |                  |                  |  |    |            |            |            |    |                 |                 |                 |        |
|  |                  |                  |                  |  |  | 1A               | Germania         | 3                |  |    |            |            |            |    |                 |                 |                 |        |
|  |                  |                  |                  |  |  | 1A               | Germania         | 3                |  |    |            |            |            |    |                 |                 |                 |        |
|  | 2C               | Croazia          | 3                |  |  | 2C               | Croazia          | 0                |  |    |            |            |            |    |                 |                 |                 |        |
|  | 2C               | Croazia          | 3                |  |  | 2C               | Croazia          | 0                |  |    |            |            |            |    |                 |                 |                 |        |
|  | 3A               | Paesi Bassi      | 2                |  |  |                  |                  |                  |  | 1A | Germania   | 3          |            |    |                 |                 |                 |        |
|  | 3A               | Paesi Bassi      | 2                |  |  |                  |                  |                  |  | 1A | Germania   | 3          |            |    |                 |                 |                 |        |
|  |                  |                  |                  |  |  |                  |                  |                  |  |    | 1B         | Belgio     | 2          |    |                 |                 |                 |        |
|  |                  |                  |                  |  |  |                  |                  |                  |  |    | 1B         | Belgio     | 2          |    |                 |                 |                 |        |
|  |                  |                  |                  |  |  | 1B               | Belgio           | 3                |  |    |            |            |            |    |                 |                 |                 |        |
|  |                  |                  |                  |  |  |                  |                  |                  |  |    |            |            |            |    |                 |                 |                 |        |
|  | 2D               | Rep. Ceca        | 2                |  |  | 3B               | Francia          | 2                |  |    |            |            |            |    |                 |                 |                 |        |
|  | 2D               | Rep. Ceca        | 2                |  |  |                  |                  |                  |  |    |            |            |            |    |                 |                 |                 |        |
|  | 3B               | Francia          | 3                |  |  |                  |                  |                  |  |    |            |            |            |    | 1A              | Germania        | 1               |        |
|  | 3B               | Francia          | 3                |  |  |                  |                  |                  |  |    |            |            |            |    | 1A              | Germania        | 1               |        |
|  |                  |                  |                  |  |  |                  |                  |                  |  |    |            |            |            |    |                 | 1C              | Russia          | 3      |
|  |                  |                  |                  |  |  |                  |                  |                  |  |    |            |            |            |    |                 | 1C              | Russia          | 3      |
|  |                  |                  |                  |  |  | 1C               | Russia           | 3                |  |    |            |            |            |    |                 |                 |                 |        |
|  |                  |                  |                  |  |  | 1C               | Russia           | 3                |  |    |            |            |            |    |                 |                 |                 |        |
|  | 2A               | Turchia          | 3                |  |  | 2A               | Turchia          | 0                |  |    |            |            |            |    | Finale 3° posto | Finale 3° posto | Finale 3° posto |        |
|  | 2A               | Turchia          | 3                |  |  |                  |                  | 0                |  |    |            |            |            |    |                 |                 |                 |        |
|  | 3C               | Bielorussia      | 0                |  |  |                  |                  |                  |  | 1C | Russia     | 3          |            | 1B | Belgio          | 3               |                 |        |
|  | 3C               | Bielorussia      | 0                |  |  |                  |                  |                  |  | 1C | Russia     | 3          |            | 1B | Belgio          | 3               |                 |        |
|  |                  |                  |                  |  |  |                  |                  |                  |  |    | 1D         | Serbia     | 0          |    |                 | 1D              | Serbia          | 2      |
|  |                  |                  |                  |  |  |                  |                  |                  |  |    | 1D         | Serbia     | 0          |    |                 | 1D              | Serbia          | 2      |
|  |                  |                  |                  |  |  | 1D               | Serbia           | 3                |  |    |            |            |            |    |                 |                 |                 |        |
|  |                  |                  |                  |  |  | 1D               | Serbia           | 3                |  |    |            |            |            |    |                 |                 |                 |        |
|  | 2B               | Italia           | 3                |  |  | 2B               | Italia           | 0                |  |    |            |            |            |    |                 |                 |                 |        |
|  | 2B               | Italia           | 3                |  |  | 2B               | Italia           | 0                |  |    |            |            |            |    |                 |                 |                 |        |
|  | 3D               | Polonia          | 0                |  |  |                  |                  |                  |  |    |            |            |            |    |                 |                 |                 |        |
|  | 3D               | Polonia          | 0                |  |  |                  |                  |                  |  |    |            |            |            |    |                 |                 |                 |        |

#### Ottavi di finale
| 10 settembre 2013 Gerry Weber Stadion, Halle Durata: 1h:06 - Spettatori: 2 900 | Turchia   | 3 - 0 | Bielorussia | 25-16, 25-13, 25-17               |
| 10 settembre 2013 Gerry Weber Stadion, Halle Durata: 1h:53 - Spettatori: 3 200 | Croazia   | 3 - 2 | Paesi Bassi | 23-25, 25-11, 22-25, 25-23, 15-11 |
| 10 settembre 2013 Hallenstadion, Zurigo Durata: 1h:18 - Spettatori: 1 500      | Italia    | 3 - 0 | Polonia     | 25-22, 25-22, 25-13               |
| 10 settembre 2013 Hallenstadion, Zurigo Durata: 2h:04 - Spettatori: 1 500      | Rep. Ceca | 2 - 3 | Francia     | 25-20, 25-9, 23-25, 23-25, 18-20  |

#### Quarti di finale
| 11 settembre 2013 Gerry Weber Stadion, Halle Durata: 1h:21 - Spettatori: 6 300 | Germania | 3 - 0 | Croazia | 25-23, 25-23, 25-18              |
| 11 settembre 2013 Gerry Weber Stadion, Halle Durata: 1h:21 - Spettatori: 5 900 | Russia   | 3 - 0 | Turchia | 25-20, 25-23, 25-19              |
| 11 settembre 2013 Hallenstadion, Zurigo Durata: 2h:08 - Spettatori: 2 500      | Belgio   | 3 - 2 | Francia | 22-25, 25-23, 21-25, 25-20, 15-9 |
| 11 settembre 2013 Hallenstadion, Zurigo Durata: 1h:17 - Spettatori: 3 500      | Serbia   | 3 - 0 | Italia  | 25-14, 28-26, 25-18              |

#### Semifinali
| 13 settembre 2013 Max-Schmeling-Halle, Berlino Durata: 2h:14 - Spettatori: 8 100 | Germania | 3 - 2 | Belgio | 18-25, 20-25, 25-21, 25-21, 15-11 |
| 13 settembre 2013 Max-Schmeling-Halle, Berlino Durata: 1h:11 - Spettatori: 5 000 | Russia   | 3 - 0 | Serbia | 25-23, 25-19, 25-12               |

#### Finale 3º posto
| 14 settembre 2013 Max-Schmeling-Halle, Berlino Durata: 2h:12 - Spettatori: 7 500 | Belgio | 3 - 2 | Serbia | 23-25, 25-21, 28-26, 21-25, 15-11 |

#### Finale
| 14 settembre 2013 Max-Schmeling-Halle, Berlino Durata: 1h:59 - Spettatori: 8 513 | Germania | 1 - 3 | Russia | 23-25, 25-23, 23-25, 14-25 |

## Classifica finale
| Pos     | Squadra     | Rosa |
| ------- | ----------- | --- |
| Oro     | Russia      | Formazione: 3 Stoljarova, 4 Zarjažko, 5 Pasynkova, 6 Levčenko, 7 Krjučkova, 8 Hončarova, 10 Pankova, 11 Rusakova, 14 Dianskaja, 15 Košeleva, 16 Sedova, 17 Malych, 19 Malova, 20 Šljachovaja, CT: Maričev  |
| Argento | Germania    | Formazione: 1 Dürr, 2 Weiß, 3 Hanke, 4 Brinker, 5 Brandt, 6 Geerties, 7 Poll, 9 Ssuschke, 11 Fürst, 12 Beier, 13 Hippe, 14 Kozuch, 15 Thomsen, 20 Izquierdo, CT: Guidetti                                  |
| Bronzo  | Belgio      | Formazione: 1 Coolman, 2 Ruysschaert, 3 Dirickx, 4 Courtois, 5 Heyrman, 6 Leys, 9 Aelbrecht, 10 Van Hecke, 11 Vandesteene, 12 Bland, 14 Rousseaux, 16 Biebauw, 17 van de Vyver, 19 Gillis, CT: Vande Broek |
| 4       | Serbia      | |
| 5       | Croazia     | |
| 6       | Italia      | |
| 7       | Turchia     | |
| 8       | Francia     | |
| 9       | Paesi Bassi | |
| 10      | Rep. Ceca   | |
| 11      | Polonia     | |
| 12      | Bielorussia | |
| 13      | Bulgaria    | |
| 14      | Svizzera    | |
| 15      | Azerbaigian | |
| 16      | Spagna      | |

|  | Qualificata alla Grand Champions Cup 2013 e al campionato europeo 2015. |

|  |  | Qualificata al campionato europeo 2015. |

## Premi individuali
| Premio                 | Nome              | Squadra  |
| ---------------------- | ----------------- | -------- |
| MVP                    | Tat'jana Košeleva | Russia   |
| Miglior realizzatrice  | Lise Van Hecke    | Belgio   |
| Miglior attaccante     | Jovana Brakočević | Serbia   |
| Miglior muro           | Christiane Fürst  | Germania |
| Miglior servizio       | Margareta Kozuch  | Germania |
| Miglior palleggiatrice | Ekaterina Pankova | Russia   |
| Miglior ricevitrice    | Suzana Ćebić      | Serbia   |
| Miglior libero         | Valérie Courtois  | Belgio   |
| Miglior fair play      | Gert Vande Broek  | Belgio   |